# 神尾正武
神尾正武（かみお まさたけ、1952年 - ）は長崎県出身の歴史小説作家。

## 人物
佐世保市において土地家屋調査士事務所経営の傍ら、地元長崎県ゆかりの松浦党や戦国大名、古代史を題材とした小説を中心に執筆活動を続けている。
代表作は松浦党の活動を描いた『松浦党戦旗』とその続編『続・松浦党戦旗』のほか、『邪馬台国、誕生』（上下巻）など。